# Oleria antaxis
Espèce
Oleria antaxis est une espèce d'insectes lépidoptères, un papillon diurne appartenant à la famille des Nymphalidae, sous-famille des Danainae, à la tribu des Ithomiini, sous-tribu des Oleriina et au genre Oleria.

## Dénomination
Oleria antaxis a été décrit par Richard Haensch en 1909.

### Noms vernaculaires
Oleria antaxis se nomme Antaxis Clearwing en anglais.

### Sous-espèces
- Oleria antaxis antaxis ; présent au Brésil.
- Oleria antaxis machadoi d'Almeida, 1962 ; présent au Brésil.
- Oleria antaxis saulensis Brévignon, 1993 (ou Oleria sexmaculata saulensis); présent au Surinam, en Guyana et en Guyane[1].

## Description
Oleria  antaxis est un papillon aux ailes transparentes à veines marron et bordure marron.

## Écologie et distribution
Oleria  antaxis est présent au Brésil, au Surinam, en Guyana et en Guyane.

### Protection
Pas de statut de protection particulier.